# Bühler AR
| AR ist das Kürzel für den Kanton Appenzell Ausserrhoden in der Schweiz. Es wird verwendet, um Verwechslungen mit anderen Einträgen des Namens Bühler zu vermeiden. |

Bühler ist eine politische Gemeinde im ehemaligen Mittelland des Kantons Appenzell Ausserrhoden in der Schweiz.

## Geographie
Bühler liegt zwischen Teufen und Gais an der Strecke der Appenzeller Bahnen. Der Weiler Steig gehört zu Bühler. Nachbargemeinden sind Teufen, Gais, Trogen und Speicher sowie der innerrhodische Bezirk Schlatt-Haslen. Die Gemeinde hat eine Gesamtfläche von 560 Hektaren, wovon 66 Hektaren besiedelt sind. 350 Hektaren werden von der Landwirtschaft genutzt. 138 Hektaren sind bewaldet. Die übrigen 6 Hektaren gehören zu den unproduktiven Flächen.
Das Dorf liegt auf 826 Metern über Meer.

Historisches Luftbild von Walter Mittelholzer von 1919

Gesamtansicht von Süden, 1850

## Geschichte
1380 wurde das Dorf erstmals urkundlich erwähnt. Damals hiess das Dorf noch «Roten», was von Rotbach abgeleitet wurde. Zwischen 1420 und 1421 wurde Roten im Rahmen der St. Galler Klostergutsverwaltung als Roter rod noch dem Amt Trogen zugerechnet. Ab Anfang des 17. Jahrhunderts gehörte Bühler zur Grossrhode Teufen.
Im Spätmittelalter war Roten nach St. Gallen kirchgenössig, ab 1479 Teil des neu begründeten Pfarrsprengels Teufen. Zu diesem Zeitpunkt wird Roten auch erstmals «Ulrich Büllers hoff» genannt. Im Jahre 1597, als die Landteilung stattfand und Roten Teil von Ausserrhoden wurde, ordnete man Roten der Gemeinde Teufen zu. Nach mehreren gescheiterten Versuchen löste sich der mittlerweile «Büöller» genannte Ort 1723 im Zuge eines eigenen Kirchenbaus von Teufen. Hauptförderer der Loslösung und erster Gemeindehauptmann war «Rössliwirt» Johannes Hofstetter. Im Absonderungsbrief von 1723 nennt sich die Gemeinde schliesslich erstmals «Bühler». Baubeginn der Kirche war im April 1723 durch den Maurermeister Lorenz Koller aus Teufen. Bereits am 24. November hielt der Pfarrer Bartholome Zuberbühler die erste Predigt.
Das Gemeindegebiet erfuhr 1870 durch Einbezug der südlich des Rotbachs befindlichen sogenannten exemten Güter eine Erweiterung. Das Haufen- und Strassendorf mit Kernzone um Kirche und Pfarrhaus erlebte im 19. und 20. Jahrhundert einen Ausbau entlang der Landstrasse Gais–Teufen und der neuen Trogener Strasse, ergänzt durch etliche den Rotbach säumende Fabriken. Seit 1889 ist Bühler eine Station an der Bahnlinie St. Gallen–Gais der Appenzeller Bahnen und seit 2018 Teil der Bahnlinie Trogen–St. Gallen–Appenzell.

### Bevölkerung
| Bevölkerungsentwicklung | Bevölkerungsentwicklung | Bevölkerungsentwicklung | Bevölkerungsentwicklung | Bevölkerungsentwicklung | Bevölkerungsentwicklung | Bevölkerungsentwicklung | Bevölkerungsentwicklung | Bevölkerungsentwicklung | Bevölkerungsentwicklung | Bevölkerungsentwicklung | Bevölkerungsentwicklung | Bevölkerungsentwicklung |
| ----------------------- | ----------------------- | ----------------------- | ----------------------- | ----------------------- | ----------------------- | ----------------------- | ----------------------- | ----------------------- | ----------------------- | ----------------------- | ----------------------- | ----------------------- |
| Jahr                    | 1734                    | 1850                    | 1870                    | 1880                    | 1900                    | 1920                    | 1941                    | 1960                    | 1980                    | 1990                    | 2000                    | 2021                    |
| Einwohner               | 1167                    | 1281                    | 1605                    | 1611                    | 1625                    | 1489                    | 1166                    | 1385                    | 1640                    | 1628                    | 1598                    | 1853                    |

Im Jahr 1980 hatte Bühler 1940 Einwohner, im Jahr 2000 noch 1598. Ende 2010 hat sich die Bevölkerungszahl bei 1668 stabilisiert. Im Jahr 2021 lebten insgesamt 1853 Menschen in der Gemeinde.

## Politik
Seit 2019 ist Jürg Engler Gemeindepräsident der Gemeinde (Stand Juni 2022). Bühler verfügt über einen siebenköpfigen Gemeinderat, der unter der Leitung des Gemeindepräsidenten steht. Der Rat wird für eine vierjährige Amtszeit von den Einwohnerinnen und Einwohnern im Majorzverfahren bestimmt. Der Gemeinderat ist ein politisches Organ der Exekutive und kümmert sich im Rahmen seiner Kompetenzen um die laufenden Geschäfte der Gemeinde. Es gibt auf Gemeindeebene keine begrenzte Anzahl Amtszeiten. Die aktuelle Zusammensetzung des Gemeinderats ist auf der Webseite der Gemeinde ersichtlich.
Aufgrund der Einwohnerzahl darf Bühler zwei Personen im Kantonsrat in Herisau stellen, der die Legislative des Kantons bildet. Die Personen werden im Majorzverfahren von den Einwohnerinnen und Einwohnern für eine Amtszeit von vier Jahren bestimmt. Die Kantonsrätinnen und Kantonsräte vertreten die Interessen der Gemeinde auf kantonaler Ebene. Die aktuellen Vertretungen aller Gemeinden sind auf der Webseite des Kantonsrats verzeichnet.

## Wirtschaft und Infrastruktur
Die Landwirtschaft hat über die Jahrhunderte stetig an Bedeutung verloren. 1905 gab es fast hundert Betriebe, 2021 waren es noch 17. Im Vordergrund stehen die Fleisch- und Milchproduktion. Die Gewerbetreibenden am Ort schlossen sich 1867 zum Handwerker- und Gewerbeverein Bühler zusammen. Ende des 19. Jahrhunderts wurden in Bühler rund sechs Dutzend Betriebe gezählt, darunter Mühlen, Bäckereien, Metzgereien, Zimmerei, Flaschnerei, Schuhmacher und sechs Gastwirtschaften. Das vielfältige Gewerbe im Dorf organisierte sich damit nicht zuletzt, um auch politisch mehr Einfluss nehmen zu können.
Prägend für Bühler ist jedoch die Industrie. Ab Mitte des 16. Jahrhunderts siedelte sich die Textilindustrie an. Unternehmerpioniere wie Johann Jakob Sutter, Johann Ulrich Tanner, Rudolf Binder oder Johann Ulrich Sutter brachten die protoindustrielle Textilproduktion ins Dorf: 1829 beschäftigten 15 Bühlerer Fabrikanten insgesamt 650 Weber. Mit der Verlagerung von Leinwand- und Seidenweberei auf die Baumwolle entstanden auch Bleichereien, Brennereien, Textildruckereien, Spinnereien und Färbereien.

Die Bleicherei in der Au 1989 vor der Sanierung

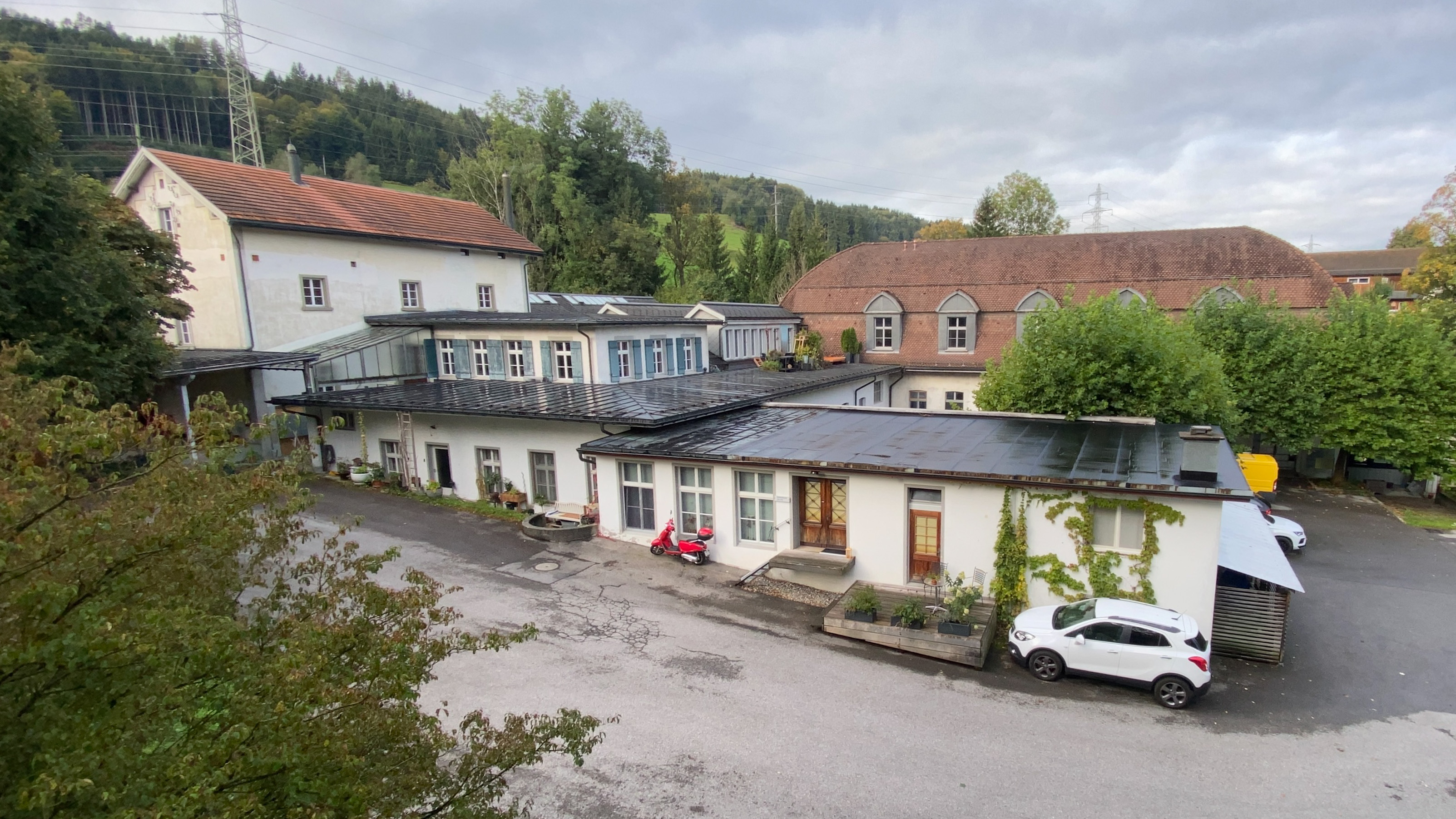
Die Bleicherei in der Au nach der Sanierung

Die Bleicherei in der Au gilt als eine der ersten Fabriken in Bühler. Sie wurde um 1800 gegründet und über die Jahre erweitert um einen Tröckneturm, eine Brennerei, ein Kesselhaus und ein Wasserkraftwerk. 1917 wurde ein Kuppelbau mit einer Turbinenanlage und einer Tröcknerei erstellt. Die säulenfreie Konstruktion in Beton und Holzfachwerk des St.Galler Architekten Ernst Kuhn galt als wegweisend. Kurz danach setzte jedoch die Krise der Textilindustrie ein, die 1935 zum Konkurs der Bleicherei führte. Die Liegenschaft wurde aufgeteilt, im Zweiten Weltkrieg auch als Internierungslager genutzt (vgl. dazu), und verfiel allmählich. 1989 kaufte der Designer und Unternehmer Ruedi Zwissler die Liegenschaft, seither wurde sie von den eingemieteten Handwerkern und Künstlern schrittweise saniert und bietet heute als Fabrik am Rotbach vielfältigen Raum zum Wohnen und Arbeiten.
Mit der Blüte der Textilindustrie im frühen 19. Jahrhundert entstanden auch gemeinnützige Institutionen, so im Jahr 1822 die Lesegesellschaft, 1824 die Ersparniskasse und 1829 die Arbeiterkrankenkasse. Ab 1881 gab es auch einen Konsumverein, der Lebensmittel zentral einkaufte und unter die Leute brachte. Im Jahr 1845 waren rund 60 Prozent der Einwohner im Textilgewerbe beschäftigt. Ab 1840 fand die Plattstichweberei grosse Verbreitung. Nach 1857 kam die Maschinenstickerei auf. Die Textilkrise als Folge des Ersten Weltkriegs erfasste dann jedoch auch Bühler. In den Zwischenkriegsjahren kam die Industrie fast ganz zum Erliegen.
Bis heute hat Bühler den Charakter eines Industriedorfs bewahrt. Zu den Unternehmen vor Ort gehören zum Beispiel:
Tisca: Die Firma produziert Textilien für Innen- und Aussenräume. Dazu zählen Bodenbeläge, Gardinen und Möbelstoffe. Die Firma gibt es seit dem Jahr 1940. Sie wurde von Anton Tischhauser gegründet. Im Jahr 1943 etablierte sich die Firma in Bühler und trug somit zur Wiederherstellung Bühlers als Wirtschaftsstandort bei. Dazumal war das Unternehmen ein Kleinbetrieb, heute ist die Firma weltweit tätig (Stand 2022).
Das Unternehmen Elbau wurde 1965 von fünf Gesellschaftern gegründet und produziert Küchen. Der Name Elbau steht für Elementbau.
Die Trikotfabrik Eschler AG wurde 1927 in St. Gallen von Christian Eschler gegründet. 1935 fand der Umzug nach Bühler statt. Was mit sechs Rundstrickmaschinen begonnen hatte, wurde zu einem Unternehmen, das Stoffe für funktionale Sportbekleidung herstellte. Im Jahr 2011 wurden die Schweizer Produktionsstätten wegen struktureller Veränderungen im Textilbereich geschlossen und nach Deutschland und Thailand verlegt.
Im Gewerbe- und Industriegebiet Au hat sich ein vielfältiger Mix von grösseren und kleineren Firmen angesiedelt, darunter die Mineralquelle Goba AG, der Heilmittelhersteller Herbamed AG oder die Zimmerei Heierli.

### Medien
Das Anzeige-Blatt für die Gemeinden Gais, Bühler und deren Umgebung erscheint seit 1901 und ist das amtliche Publikationsorgan der beiden Gemeinden. Hergestellt wird es von der Druckerei Kern in Gais.

### Bildung
Im ausgehenden 18. Jahrhundert gab es in Bühler eine kostenpflichtige Schule, in der Rechnen, Lesen und Schreiben unterrichtet wurde. Um die Bildung in der breiten Bevölkerung zu verbessern, wurde eine Freischule eingerichtet, die 1827 von 88 Kindern besucht wurde. 1835 baute die Gemeinde ein Schulhaus und stellte auch Geld für die Lehrerbesoldung sicher. Diese «Allgemeinschule» dauerte sechs, später sieben Jahre. Die erste Sekundarschule betrieb Johann Ulrich Sutter ab 1834 mit eigenen Mitteln. Ab der Mitte des 19. Jahrhunderts mit der Einführung der obligatorischen Schulpflicht wurden dann auch in Bühler «Fortbildungsschulen» eingerichtet, es gab Turnunterricht und später auch eine Kleinkinderschule.
Heute bieten die Schulen mitten im Dorf Ausbildungen auf drei verschiedenen Stufen: Kindergarten, Primarschule und Oberstufe. Seit August 2013 sind die Oberstufen von Gais und Bühler zusammengelegt. Dabei gehen die Jugendlichen während der ersten beiden Jahre der Oberstufe in Gais zur Schule, im letzten obligatorischen Schuljahr (neunte Klasse) besuchen sie die Oberstufe in Bühler.
Die einzige Kantonsschule im Kanton Appenzell Ausserrhoden befindet sich in Trogen.

### Öffentliche Einrichtungen
Seit 2021 betreibt die Gemeinde im ehemaligen Konsum das Forum 55. Es ist ein Familien- und Generationenzentrum mit verschiedenen Beratungsangeboten zur frühkindlichen Bildung, Betreuung und Erziehung. Eingemietet ist dort auch das Kafi 55, das von einem Verein betrieben wird.
Für Seniorinnen und Senioren gibt es das Alters- und Pflegeheim «Wohnen am Rotbach».

### Verkehr

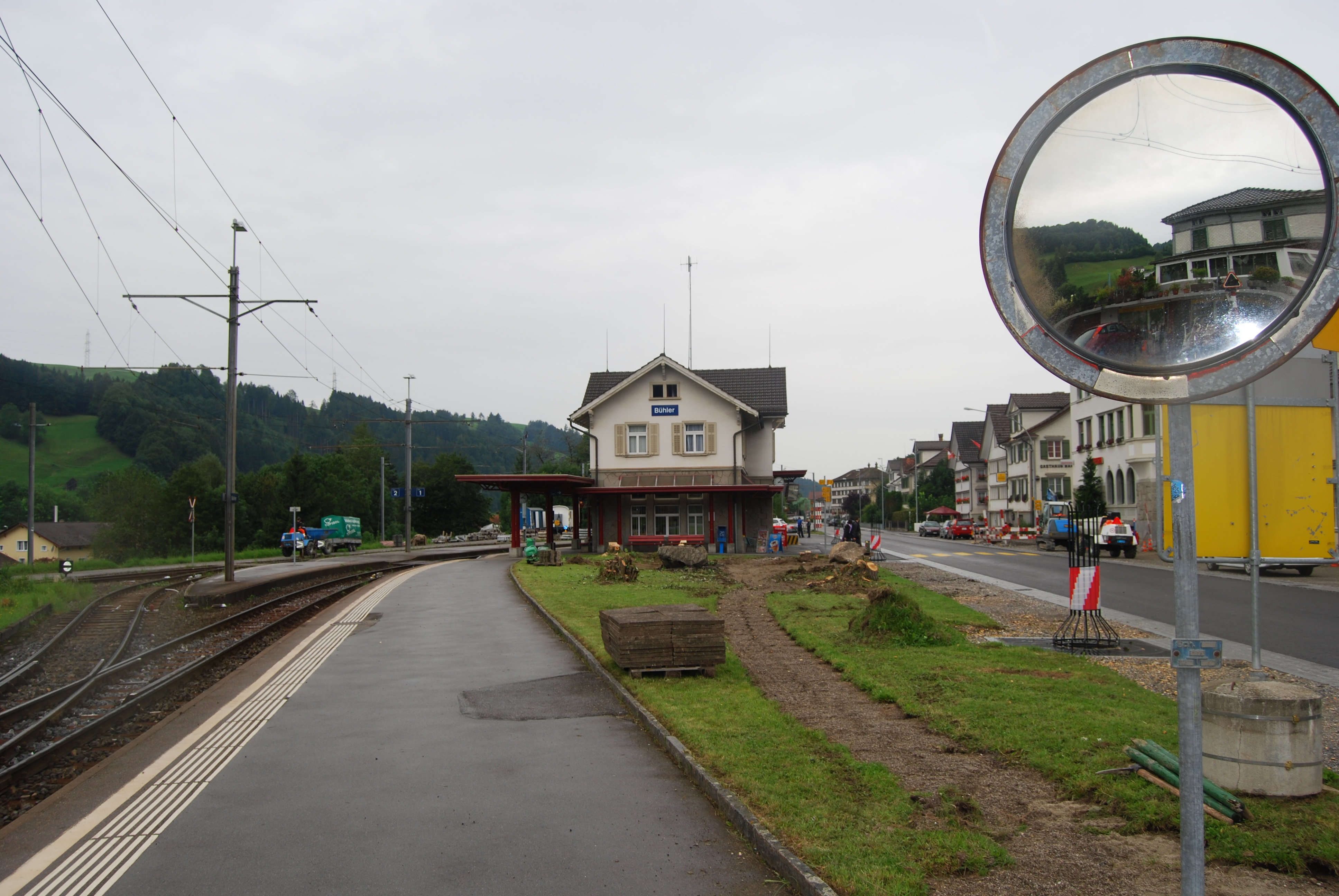
Der Bahnhof Bühler

Die frühen Karrenwege nach Teufen und Gais führten über die Anhöhen. Die Strassenführung durch das Tal geht auf die Franzosen zur Zeit der Mediation zurück, 1806 war sie vollendet. Ab 1872 wurde der Ruf nach einer Anbindung ans Eisenbahnnetz laut, die technische Realisierung war jedoch nicht einfach und sollte teuer werden. Die Herausforderung für die Streckenführung war insbesondere die Überwindung des Riegels zwischen Bernegg und Menzlen. Den Durchbruch brachte die Entwicklung eines neuen Lokomotivtyps mit Adhäsions- und Zahnstangenbetrieb, damit konnte die Steigung ins Riethüsli gemeistert werden. Ab 1887 wurde gebaut, 1889 konnte die Bahnlinie von St. Gallen über Teufen und Bühler nach Gais eröffnet werden. 1968 wurde das Bahntrassee neben die Strasse verlegt, der Zug umfährt den Bahnhof Bühler seither auf der Südseite.

### Bauwerke

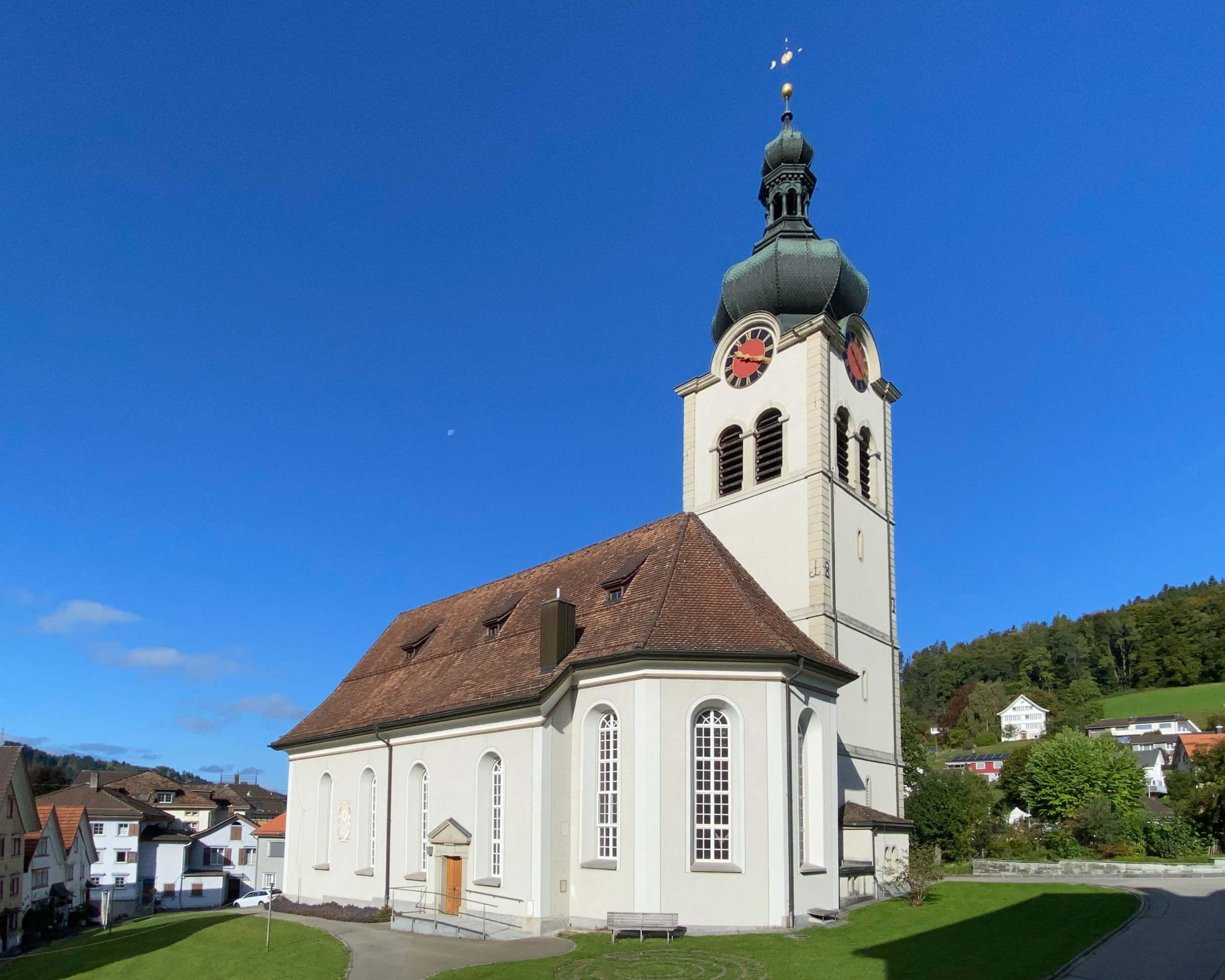
Reformierte Kirche

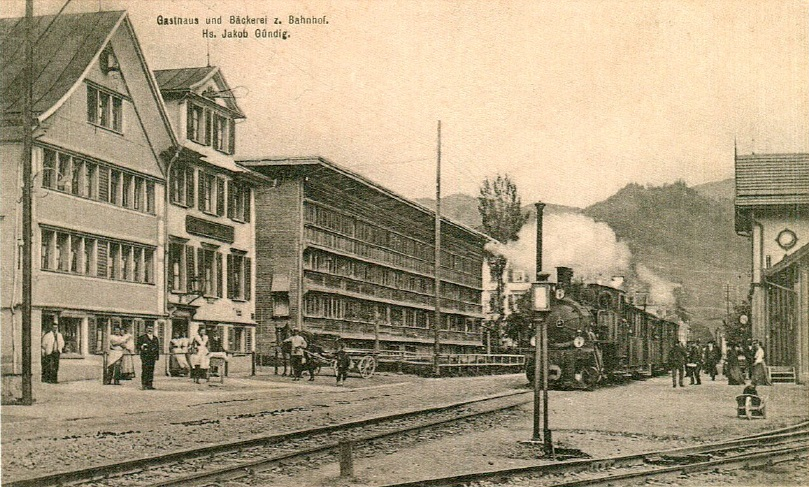
Strassenbahn, im Hintergrund das Langgebäu, Aufnahme vor 1908

## Bilder

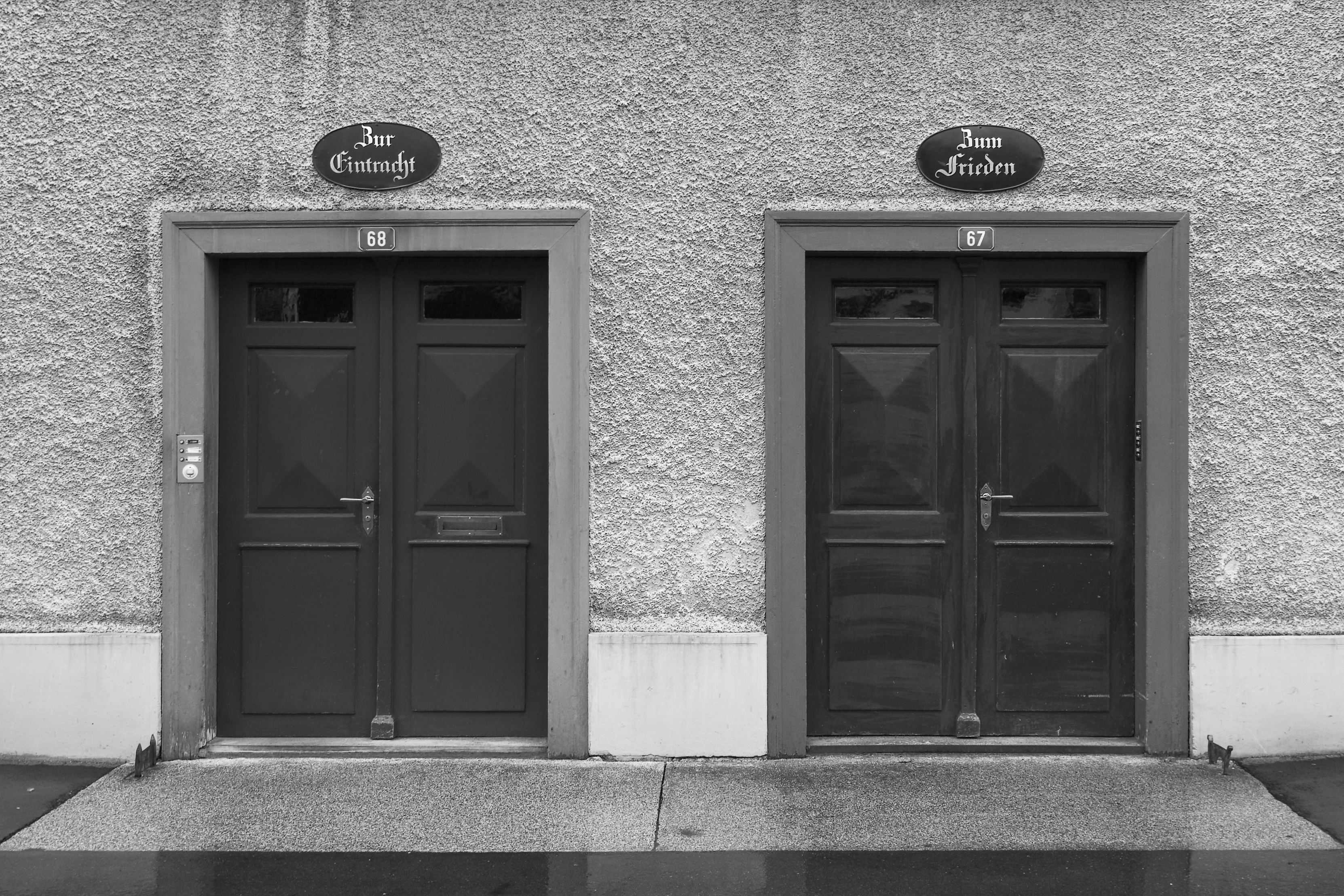
Eintracht und Friede – Die Ideale des Dorfes über den Eingängen eines Arbeiterhauses
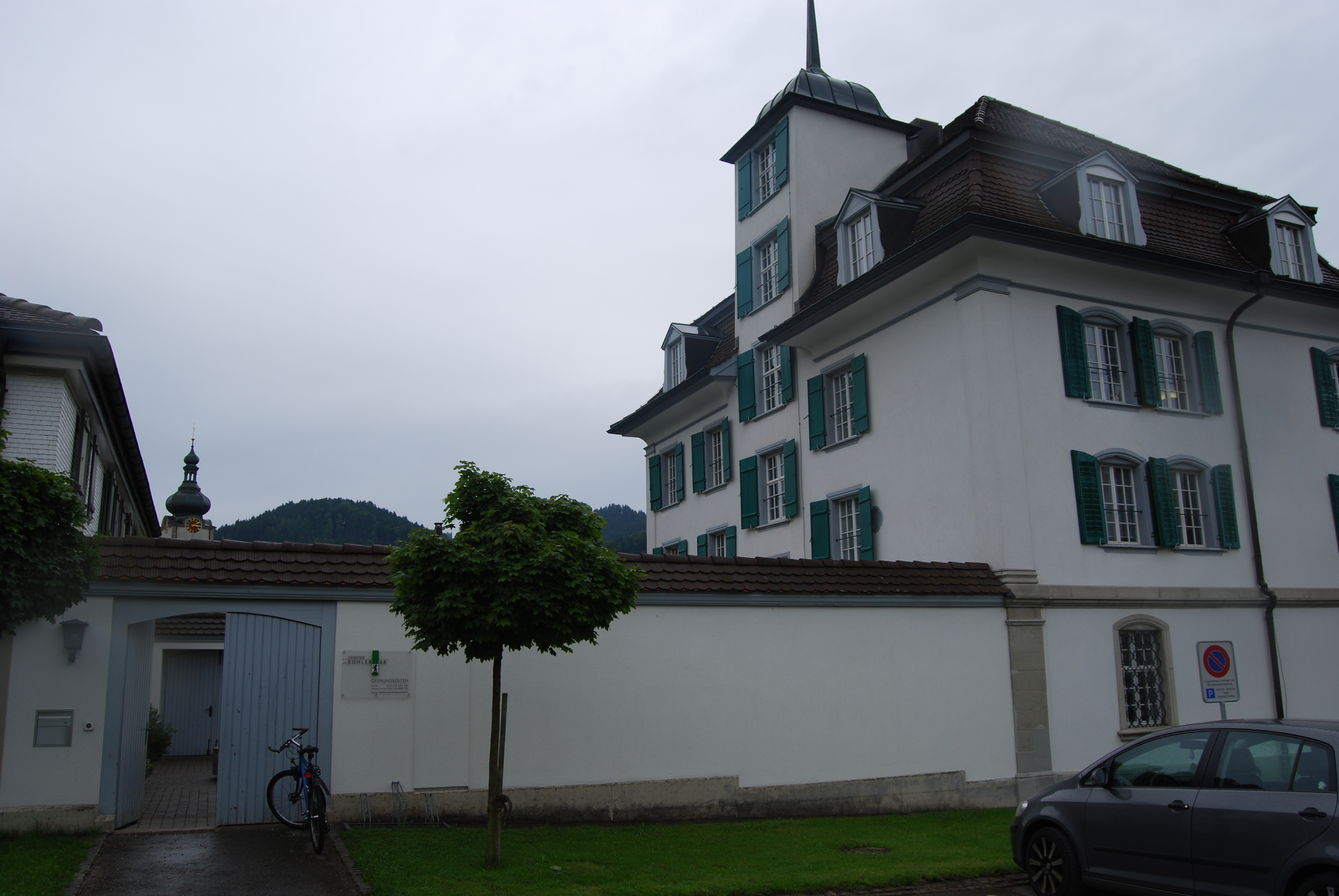
Gemeindehaus
Dachkonstruktion der Fabrik in der Au
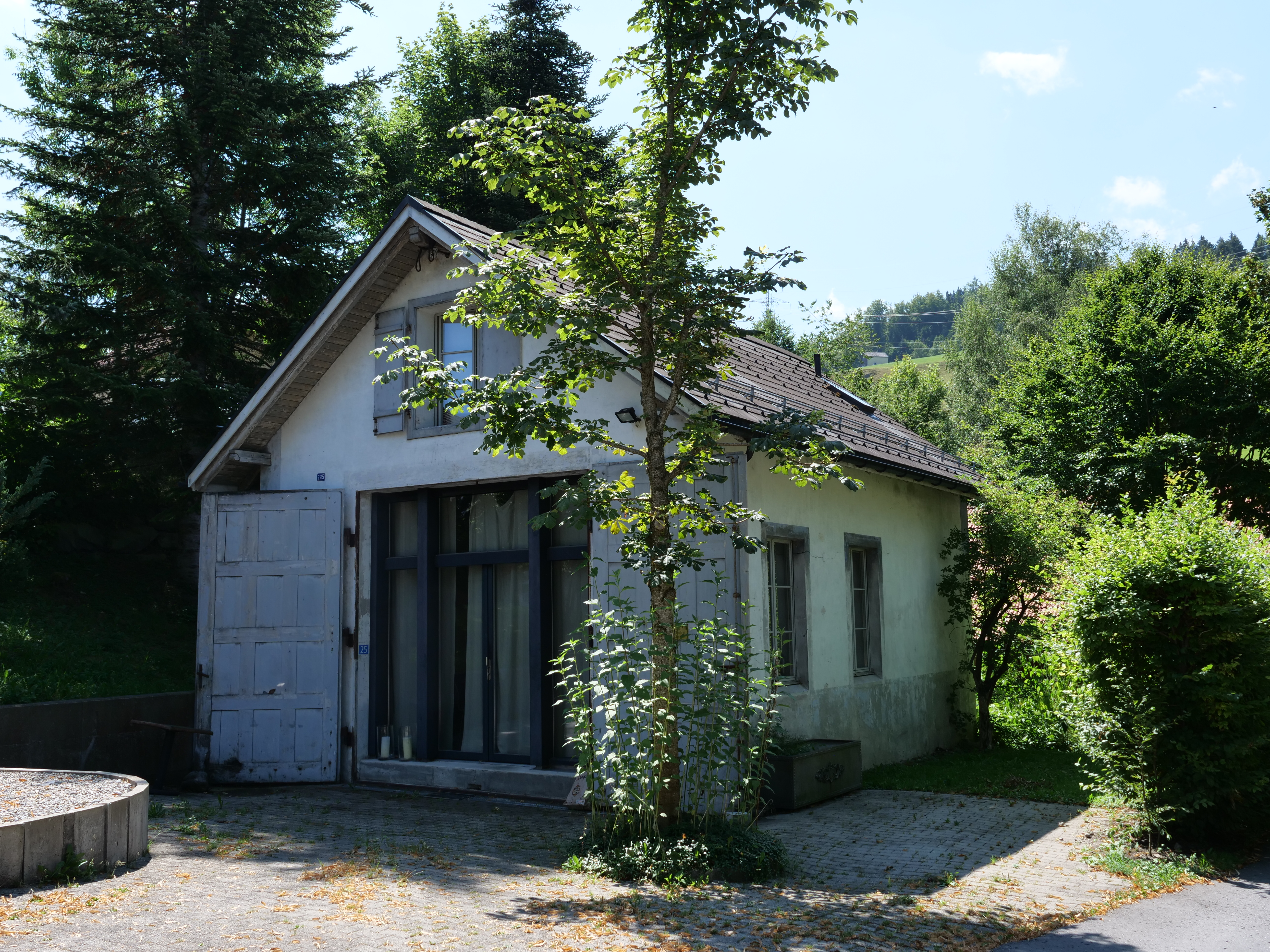
Ehemalige Schmitte der Fabrik am Rotbach

## Kultur und Freizeit